# Mickey Kantor

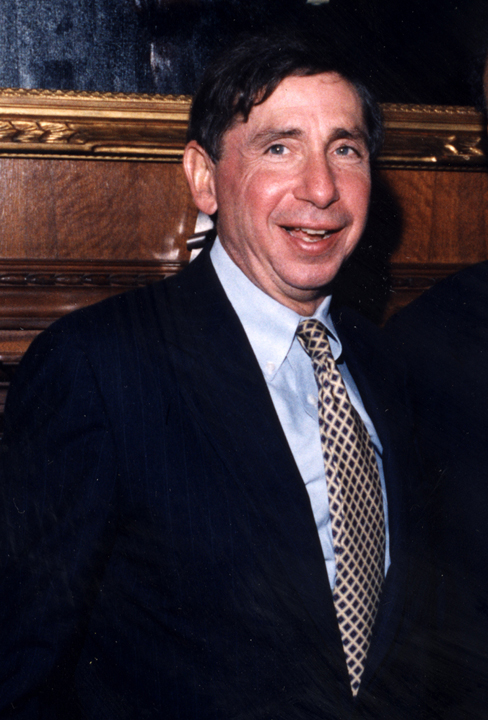
Mickey Kantor

Michael "Mickey" Kantor (7 augustus 1939, Nashville, Tennessee) is een politicus van de Democratische Partij in de Verenigde Staten.

## Biografie
Mickey Kantor studeerde aan de Vanderbilt University en werd er in 1961 bachelor in de Economische Wetenschappen. Hij nam vier jaar dienst in de US Navy en bereikte er de rang van luitenant. In 1968 werd hij doctor in de rechtsgeleerdheid aan de Georgetown University, en begon als jurist in Florida.
Zijn politiek engagement begon met de verkiezingscampagnes van democratisch presidentskandidaten George McGovern in 1972, Jimmy Carter in 1976 en 1980 en Walter Mondale in 1984. Hij zat ook tijdelijk in het campagneteam van Jerry Brown in 1976 en 1980, die evenwel reeds in de voorverkiezingen werd uitgeschakeld. In 1992 ten slotte was hij campagneleider voor Bill Clinton. Na de beëdiging van Clinton werd hij als handelsvertegenwoordiger van de Verenigde Staten in de regering opgenomen. In deze functie kreeg hij grote bekendheid als energieke en strijdlustige onderhandelaar, in het bijzonder tegenover de Japanse vertegenwoordigers, waarmee hij na moeizaam onderhandelen een akkoord over de automobielindustrie bereikte.
Nadat Ron Brown bij een vliegtuigongeval in Kroatië om het leven kwam, benoemde Clinton hem tot zijn opvolger als minister van Economische Zaken (Commerce Secretary). Als regeringslid speelde hij een belangrijke rol in de goedkeuring van de Noord-Amerikaanse Vrijhandelsovereenkomst door het Congres. Daarnaast boekte hij ook successen in de verbetering van de toegang voor Amerikaanse bedrijven tot de globale markt.
In januari 1997 werd hij als minister van Economische Zaken opgevolgd door William Daley. Sindsdien werkt hij in Washington D.C. voor het advocatenkantoor Mayer Brown.
- Library of Congress Control Number: no93012141
- National Archives and Records Administration: 10575342
- SNAC: w6z9216g
- Virtual International Authority File: 4502063
- WorldCat: E39PBJwMBW7W9Hg79Vr6CcxMT3